# Garoupa-gigante
A garoupa-gigante (Epinephelus lanceolatus) é um peixe de grande porte pertencentes à família Serranidae (67 géneros e cerca de 400 espécies) e à subfamília Epinephelinae (15 géneros em 159 espécies). Neste grupo, o género Epinephelus compreende 97 espécies em que a garoupa-gigante alcança mais de 500 kg de peso e 2 metros de comprimento, havendo no entanto relatos de conceituados mergulhadores profissionais que, durante as suas incursões ao mundo subaquático australiano, admitem que esta espécie pode atingir até 800 kg e cerca de 3 metros de comprimento nestes mares.
Estes peixes habitam preferencialmente em fundos rochosos entre os 3 e os 200 metros de profundidade, embora possam, ocasionalmente, ser encontrados até 300 metros. Todavia, os adultos são mais comuns entre os 10 e os 150 metros.
O que mais chama a atenção nestes gigantes, para além da sua robustez e imediata impressão de força, são os seus olhos. Extremamente expressivos, ao contrário da maioria dos peixes, provocam no observador humano uma dúbia sensação de ficar sem saber quem observa quem.

## Reprodução
Como todos os membros da subfamília Epinephelinae, as garoupas-gigantes são hermafroditas protogínicos ou seja, vivem inicialmente como fêmeas e a partir de determinada altura e irreversivelmente, convertem-se em machos.
Uma das particularidades deste fenómeno é que, para que uma garoupa fêmea se transforme em macho, é necessário que exista uma pressão populacional de indivíduos de pequeno tamanho que possa induzir as fêmeas de maior porte para o início do processo de inversão sexual. Assim, se numa dada população de garoupas gigantes não existirem juvenis, as fêmeas podem nunca chegar a passar a machos o que, teoricamente, põe em causa a viabilidade dessa população.

## Territorialidade
As garoupas-gigantes são peixes normalmente solitários que, no máximo, podem compartilhar as suas áreas residenciais com mais dois ou três indivíduos de tamanho equivalente.
No entanto, e ao contrário do que é comum dizer-se, as garoupas adultas raramente são agressivas umas em relação às outras, desde que entre elas não exista uma grande diferença de tamanho.
Apesar de habitarem áreas residenciais de certo modo fixas, possuem grande mobilidade e capacidade de se deslocarem por grandes distâncias.

## Alimentação
Ao longo da sua longa vida, e como consequência das transformações em tamanho, as garoupas-gigantes modificam drasticamente a sua dieta. As post-larvas e os pequenos juvenis das poças de maré alimentam-se de uma grande variedade de pequenos invertebrados desde poliquetas, pequenos moluscos e peixes, incluindo, os da sua própria espécie.
Os jovens adultos têm uma dieta essencialmente piscívora e parecem ter uma grande preferência por polvos, embora não desdenhem os crustáceos (como os cavacos Scylarides latus e 'Scylarus arctus) e os peixes (nomeadamente bodiões, fam. Labridae).

## Distribuição
A garoupa-gigante é nativa das águas tropicais e subtropicais do Indo-Pacífico, podendo ser encontrada ao longo da costa da África do Sul para Madagascar até o Mar Vermelho, com ocorrência na Malanésia e Indochina, para as Filipinas e sul do Japão, Palau, até a costa de Queensland e a Grande Barreira de Coral, Austrália e norte da Nova Zelândia, incluindo a região do Triângulo Polinésio, Havaí e Rapa Iti.